# Sherrod Brown
Sherrod Campbell Brown (9 de noviembre de 1952) es un político estadounidense. Fue senador de los Estados Unidos en representación del estado de Ohio, cargo que ocupó desde el 3 de enero de 2007 hasta el 3 de enero de 2025. Brown es un miembro del Partido Demócrata. Antes de su elección al Senado, fue miembro de la Cámara de Representantes, por el 13.º distrito congresional de Ohio de 1993 a 2007.  Anteriormente fue Secretario de Estado de 1983 a 1991 por Ohio, así como miembro de la Cámara de Representantes de Ohio de 1974 a 1982. 
Brown interrumpió los dos mandatos del titular republicano Mike DeWine en la elección al Senado de 2006 y fue reelegido en 2012, derrotando al tesorero estatal Josh Mandel. En el Senado, fue presidente de la Subcomisión de Agricultura sobre el Hambre, Nutrición y granjas familiares y el Subcomité Bancario sobre Política Económica, y también es miembro del Comité de Finanzas, de la Comisión de Asuntos de Veteranos, y el Comité Restringido de Ética. A partir de enero de 2015, Brown se convirtió en el miembro demócrata de mayor rango en el Comité de Banca, Vivienda y Asuntos Urbanos.

## Primeros años de vida, Educación y Currículum académico
Brown nació en Mansfield, Ohio, hijo de Emily (de soltera Campbell) y Charles Gailey Brown, M.D.  Le pusieron el nombre de su abuelo materno. Llegó a ser Águila Scout en 1967. Se licenció en estudios rusos por la Universidad de Yale en 1974. Hizo un Máster en Administración Pública y otro en Artes en Educación por la Universidad Estatal de Ohio en Columbus, Ohio en 1979 y 1981, respectivamente. Enseñó en el campus de Mansfield de la Universidad Estatal de Ohio de 1979 a 1981. Acampó en India durante el estado de emergencia en la India impuesto por Indira Gadhi.

## Inicios de su Carrera Política
Brown se desempeñó como representante del estado de Ohio de 1974 a 1982. En el momento de su elección a la Cámara de Ohio, era la persona más joven elegida para ese puesto. En 1982, ganó la primera vuelta demócrata en la que participaba también Dennis Kucinich. Más tarde derrotó al republicano Virgil Brown en la elección general para el cargo de Secretario de Estado de Ohio, reemplazando a Anthony J. Celebrezze, Jr. En 1986, Brown ganó, derrotando a Vincent C. Campanella. En 1990, Brown perdió frente al republicano Bob Taft.

## Cámara de Representantes de los Estados Unidos

### Elecciones

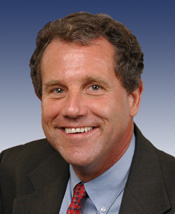
Congresista Brown

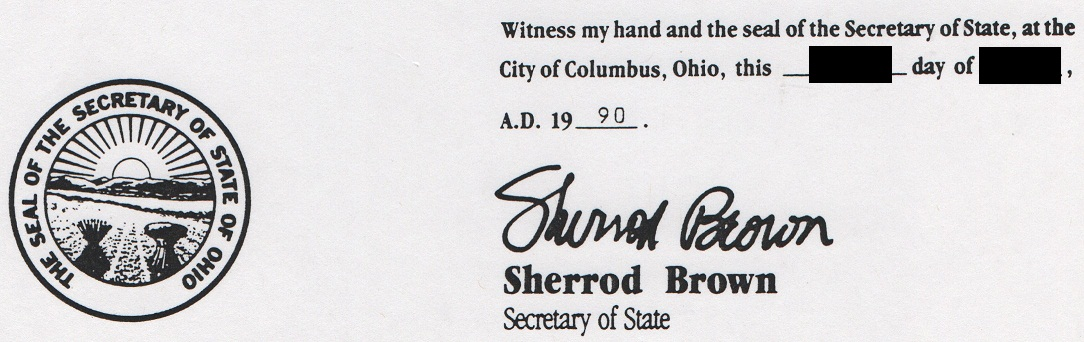
Firma de Brown en un document official de su Secretaría como Secretario de Estado de Ohio, 1990.

En 1992, Brown se mudó de Mansfield a Lorain, Ohio, ganando unas primarias demócratas fuertemente disputadas, por el escaño abierto para el distrito 13.º de Ohio, situado en los suburbios del oeste y sur de Cleveland, cuando su titular Don Pease anunciase su retiro después de ocho mandatos.	El distrito de tendencia Democrática, le dio una victoria fácil sobre la poco conocida republicana Margaret R. Mueller. Fue reelegido seis veces.

### Mandato
En 2001, la legislatura controlada por los republicanos consideraron volver a redefinir el distrito de Brown. Algunos de los principales demócratas instaron a Brown para que se mudara y asumiera el puesto de su compañero demócrata James Traficant después de que desertara cuando votó para elegir a republicano Dennis Hastert como presidente de la Cámara de Estados Unidos.
En 2005, Brown lideró el esfuerzo demócrata para bloquear el Acuerdo de Libre Comercio de Centroamérica (CAFTA por sus siglas en inglés). Durante muchos meses, Brown trabajó como ‘Whip’ sobre el tema, asegurando "nay" (no) votos demócratas y buscando aliados republicanos. Después de varios retrasos, la Cámara de Representantes, finalmente votó el CAFTA el 28 de julio de 2005, que terminó en la aprobación por un voto.
Se opuso a una enmienda a la Constitución de Ohio, que prohibía el matrimonio del mismo sexo. Brown fue también uno de los pocos representantes estadounidenses en votar en contra de la de la entonces muy popular  Ley de Defensa del matrimonio en 1996.

### Asignaciones del Comité
Brown fue el miembro de la minoría de mayor rango en el Subcomité de Salud de Energía y Comercio del Comité de la Cámara. También sirvió en la Subcomisión de Telecomunicaciones e Internet y el Subcomité de Comercio, Comercio y Protección del Consumidor. Mientras servía en el Comité de Relaciones Internacionales de la Cámara, también fue miembro de la Subcomisión de Asia y el Pacífico. También fue miembro del Caucus Progresista del Congreso.

## Senado de los Estados Unidos

### Asuntos

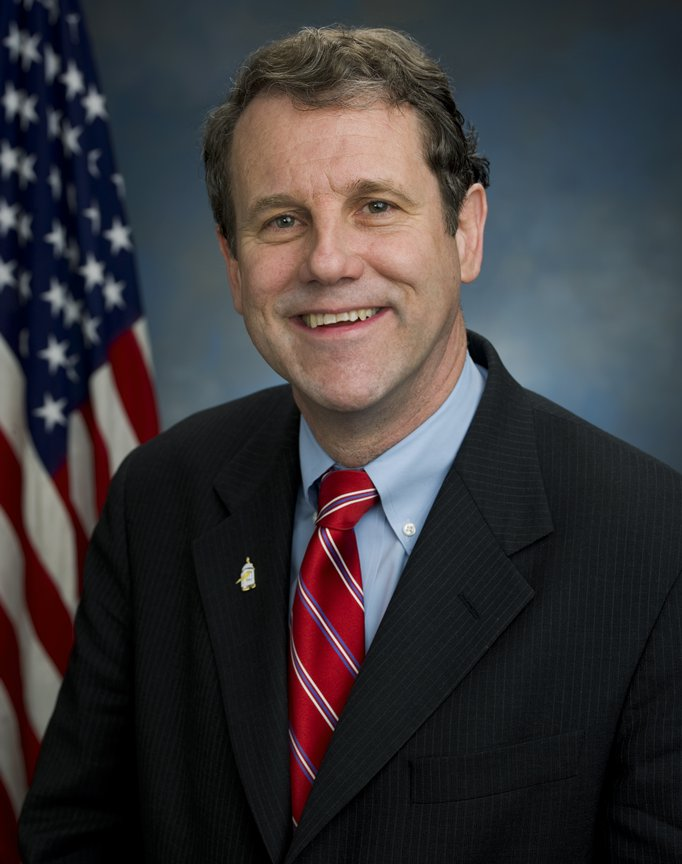
Senador Brown.

#### Consolidación de la Banca y la industria de las finanzas
En febrero de 2013, el columnista conservador George F. Will escribió apoyando la propuesta de Brown para romper los conglomerados consolidados de los bancos y la industria financiera, que terminaba con el  "demasiado grandes para quebrar" mediante la restauración de la Ley Glass-Steagall.

#### La política exterior
Brown se opuso a la Guerra de Irak y votó en contra de la Resolución de Irak como Representante a la Cámara. Votó en contra del suplemento presupuestario de 87 mil millones para la guerra. También votó a favor de la redistribución de las tropas estadounidenses de Irak en marzo de 2008.
En 2008, Brown se unió a otros 91 senadores en la votación para la financiación de la guerra de Irak y Afganistán, la extensión de los beneficios por desempleo, y el “Programa GI”, que requiere al Departamento de Defensa que proporcione un calendario para la consecución de la seguridad en Irak, financiación para la educación de los veteranos, extensión de los beneficios por desempleo y los fondos adecuados para combatir el tráfico de drogas, reducir el fraude de Medicaid, asistir a las víctimas de los desastres naturales, y financian el Departamento de Defensa.
En 2012, fue copatrocinó una resolución para "oponerse a cualquier política que se basase en la contención como una opción en respuesta a la amenaza nuclear iraní." , y votó a favor de la autorización de defensa nacional del año fiscal de 2012 (NDAA por sus siglas en inglés) que desató la controversia sobre detención indefinida de ciudadanos estadounidenses.
El 13 de mayo de 2014, Brown presentó la Ley de 2014, Padres de la estrella del oro (S. 2323; del Congreso número 113), un proyecto de ley que ampliaría la elegibilidad preferente para trabajos federales a los padres de ciertos veteranos permanentemente discapacitados o fallecidos. Brown indicó que "cuando un miembro del servicio es asesinado en acción o conlleva una discapacidad permanente o total, el Gobierno debe hacer su parte para estar allí con los padres afligidos -. No importa si son padres o madres".

#### Derechos LGBT
Brown es un defensor de la igualdad de derechos para las personas lesbianas, gays, bisexuales y personas transgénero. También votó en contra de la prohibición que las parejas del mismo sexo adopten niños en Washington DC, y recibió una puntuación perfecta por parte de la Campaña de Derechos Humanos. El 30 de noviembre de 2010 Brown hizo una contribución al Proyecto It Gets Better desde el pleno del Senado, y el 18 de diciembre de 2010 votó a favor de la Derogación de la Ley No Preguntes, No Digas de 2010.

#### Atención Médica
En 2007 Brown y Sam Brownback (R-KS) patrocinaron una enmienda a la Ley de Enmiendas de la Administración de Alimentos y Medicamentos de 2007. El presidente George W. Bush firmó el proyecto de ley en septiembre de 2007. La enmienda establece un premio como incentivo para que las empresas inviertan en nuevos medicamentos y vacunas para enfermedades tropicales desatendidas. Otorga una "vale de revisión prioritario" transferible a cualquier empresa que obtenga la aprobación de un tratamiento para una enfermedad tropical desatendida. Esta disposición se suma a los incentivos basados en el mercado para el desarrollo de nuevos medicamentos para erradicar enfermedades en el mundo en desarrollo, entre ellas la malaria, la tuberculosis y la enfermedad del sueño africana. El premio ha sido propuesto por los profesores de la Universidad de Duke Henry Grabowski, Jeffrey Moe, y David Ridley en su trabajo sobre la Sanidad en 2006 "Desarrollo de Medicamentos para los países en desarrollo." 
Brown apoyó la Ley de Protección al Paciente y Cuidado de Salud Asequible, votando por ella en diciembre de 2009,, y votó a favor de la Ley de Cuidado de la Salud y la Educación Reconciliación en 2010.

#### Ideología
En 2011, en el ranking anual del National Journal, Brown empató con otros ocho miembros por el título del miembro más liberal del Congreso.

#### Propiedad intelectual
Brown fue uno de los patrocinadores de la Ley Protect-IP (PIPA).

#### Estimulación del Gasto
En 2009, cuando la votación de la Ley de Recuperación y Reinversión se reducía a unos pocos votos, Brown (un ardiente defensor de la legislación) asistía al funeral de su madre fallecida. La Casa Blanca proporcionó un avión con el fin de que volara de regreso para votar por el proyecto de ley cuando se determinó que ningún vuelo comercial llegaría a tiempo. "Aunque la mayoría de los senadores votaron poco después de las 5:30 de la tarde, el 60.º y último voto no se hizo hasta las 22:46 por el senador Sherrod Brown." 

#### Comercio
Brown ha criticado el libre comercio con China y otros países. En un artículo de 2006 del Washington Post, Brown argumentó en contra del libre comercio sobre la base de que el activismo laboral fue responsable del crecimiento de la clase media de Estados Unidos, y que la economía de Estados Unidos se ve perjudicada por las relaciones comerciales con países que no tienen el tipo de regulaciones laborales que resultaron de aquel activismo.
En 2011, el Columbus Dispatch señaló que Brown "ama a despotricar contra los acuerdos comerciales internacionales."  El libro de Brown, ‘Mitos del Libre Comercio’, sostiene que "una economía global no regulada es una amenaza para todos nosotros."  Recomienda la adopción de medidas que permitan aranceles de emergencia, proteger leyes de Buy America, incluyendo los que dan preferencia a las minorías y negocios propiedad de mujeres, y sostenga los productores extranjeros según las normas ambientales de trabajo estadounidenses.
Brown fue coautor y patrocinador de un proyecto de ley que declarar oficialmente a China como manipulador de divisas y requeriría que el Departamento de Comercio impusiera derechos compensatorios a las importaciones chinas.

### Elecciones
2006

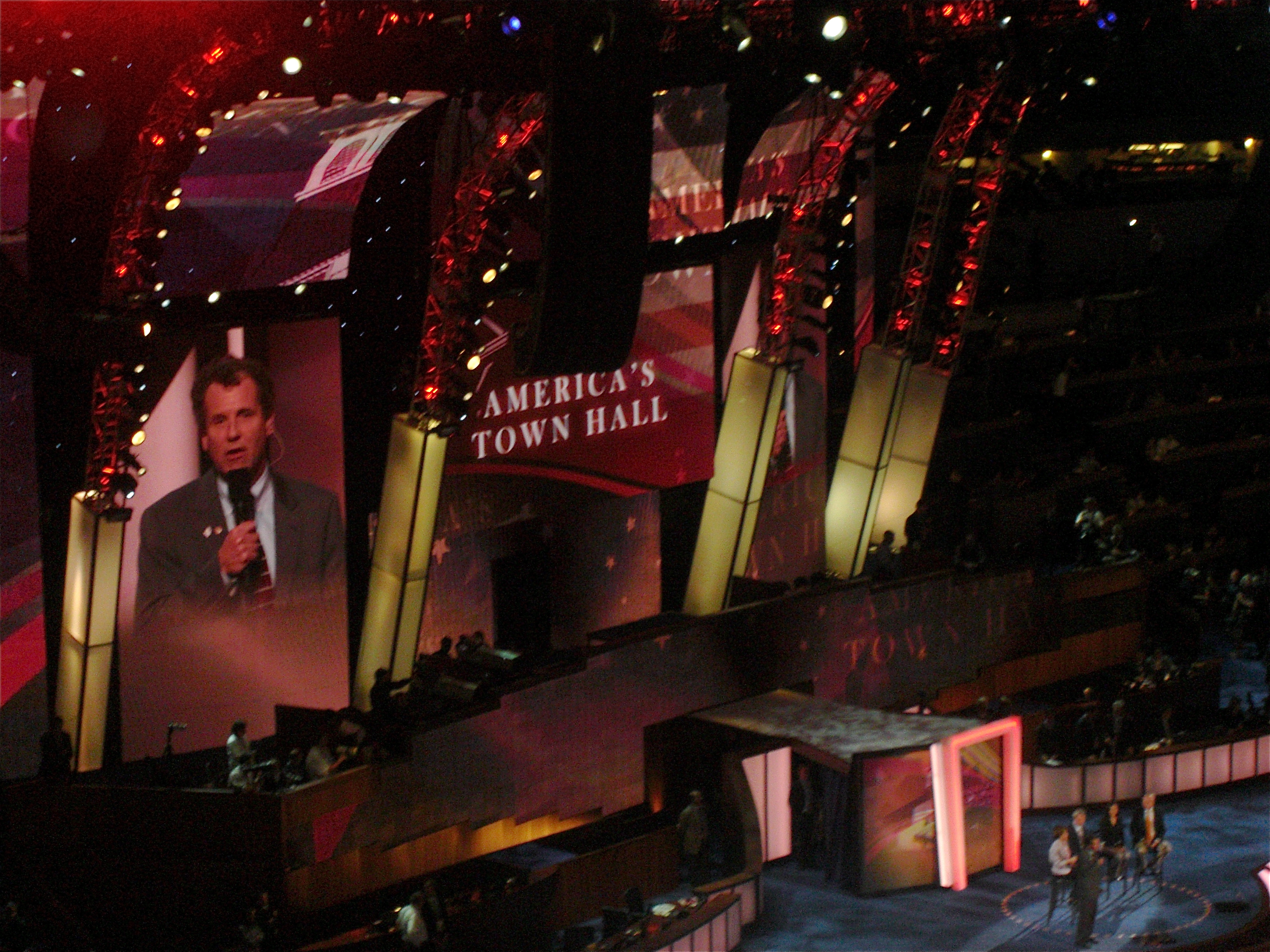
Brown presenta un panel de consultores para la campaña presidencial de Barack Obama durante el primer día de la Convención Nacional Demócrata de 2008 en Denver, Colorado

En agosto de 2005, Brown anunció que no se presentaría para el Senado que estaba ocupado en ese momento por el republicano Mike DeWine. En octubre, sin embargo, Brown reconsideró su decisión. Su anuncio se produjo poco después de que el demócrata Paul Hackett anunciara su candidatura.
El 13 de febrero de 2006, Hackett retiró su candidatura, pero asegurando que Brown ganaría la nominación demócrata. En las primarias del 2 de mayo, Brown ganó con el 78,05% de los votos demócratas. Su oponente, Merrill Samuel Keiser, Jr., recibió el 21,95% de los votos.
En medio de su campaña para el Senado en abril de 2006, Brown, junto con John Conyers, interpuso un recurso en contra de George W. Bush y otros, alegando violaciones de la Constitución en la aprobación de la Ley de Reducción del Déficit de 2005. El caso, Conyers v. Bush, fue desestimado en última instancia por falta de legitimación.
El 7 de noviembre de 2006, Brown se enfrentó dos veces al senador titular Mike DeWine en las elecciones generales. Brown ganó el escaño con el 56% de los votos y el 44% para DeWine.

### Declaraciones controvertidas
En marzo de 2011, Brown fue puesto bajo la lupa por un discurso que hizo en el pleno del Senado en el que citó los nombres de Adolf Hitler y Joseph Stalin, mientras criticaba los esfuerzos republicanos en Ohio y Wisconsin para mitigar el poder de los sindicatos de los empleados públicos cuando tratan con los contribuyentes.  En su discurso, dijo que "algunos de los peores gobiernos que hemos tenido, ¿sabes una de las primeras cosas que hicieron? Se fueron detrás de los sindicatos. Hitler no quería sindicatos, Stalin no quería sindicatos, Mubarak no quiere sindicatos independientes". Brown, sin embargo, añadió que no estaba comparando las dos situaciones. Más tarde se disculpó por su discurso.

### Asignaciones a Comités (Congreso 113)
- Comisión de Finanzas de los Estados Unidos
  - Subcomisión de Finanzas, Comercio internacional, aduanas y competencia global del Senado de los Estados Unidos
  - Subcomisión de Finanzas sobre Seguridad Social, Pensiones y Política Familiar (Miembro de alto rango)
  - Subcomisión de Finanzas sobre Responsabilidad Fiscal y Crecimiento Económico
- Comisión de Agricultura, Nutrición y Forestal de los Estados Unidos
- Subcomisión de Agricultura en productos básicos, Mercados, Comercio y Manejo de Riesgos
  - Subcomisión de Agricultura en Trabajos, Crecimiento Económico Rural e Innovación energética
  - Subcomisión de Agricultura de Nutrición, Cultivos especiales, Investigación Agroalimentaria
- Comisión de la Banca, Vivienda y Asuntos Urbanos del Senado de los Estados Unidos  (Miembro de alto rango) 
  - Subcomisión de la Banca sobre Instituciones Financieras y Protección del Consumidor
  - Subcomité de Vivienda de Estados Unidos, del Comité de Fondos del Senado, Departamento de Vivienda y Desarrollo Urbano de Estados Unidos
  - Subcomité de Seguridad, Comercio y Finanzas del Comité de Fondos del Senado de los Estados Unidos
- Comisión de Asuntos para Veteranos
- Comisión Especial de Ética de los Estados Unidos

## Vida Personal
La segunda esposa de Brown, Connie Schultz, es una periodista que ha ganado el Premio Pulitzer y excolumnista del periódico Cleveland Plain Dealer. También es la autora de “Life Happens” (2007) y ... “Y su encantadora esposa” (2008), en la que describe sus experiencias como cónyuge de un candidato al Senado. 
El 18 de mayo de 2014, Brown fue galardonado con un doctorado honorario por servicio público de la Universidad Otterbein. Junto con su esposa, Brown pronunció el discurso de apertura al principio de curso del pregrado.

## Libros
Brown es el autor de dos libros:
- Congress from the Inside: Observations from the Majority and the Minority ISBN 0-87338-630-2
- Myths of Free Trade: Why American Trade Policy Has Failed ISBN 1-56584-928-0

## Otras lecturas
- Collected news and commentary at the Cleveland Plain Dealer